# (28167) Andrewkim
(28167) Andrewkim est un astéroïde de la ceinture principale d'astéroïdes.

## Description
(28167) Andrewkim est un astéroïde de la ceinture principale d'astéroïdes. Il fut découvert le 10 novembre 1998 à Socorro (Nouveau-Mexique) par le projet LINEAR. Il présente une orbite caractérisée par un demi-grand axe de 2,30 UA, une excentricité de 0,08 et une inclinaison de 4,4° par rapport à l'écliptique.

## Compléments